# Powstanie wielkopolskie (1806)

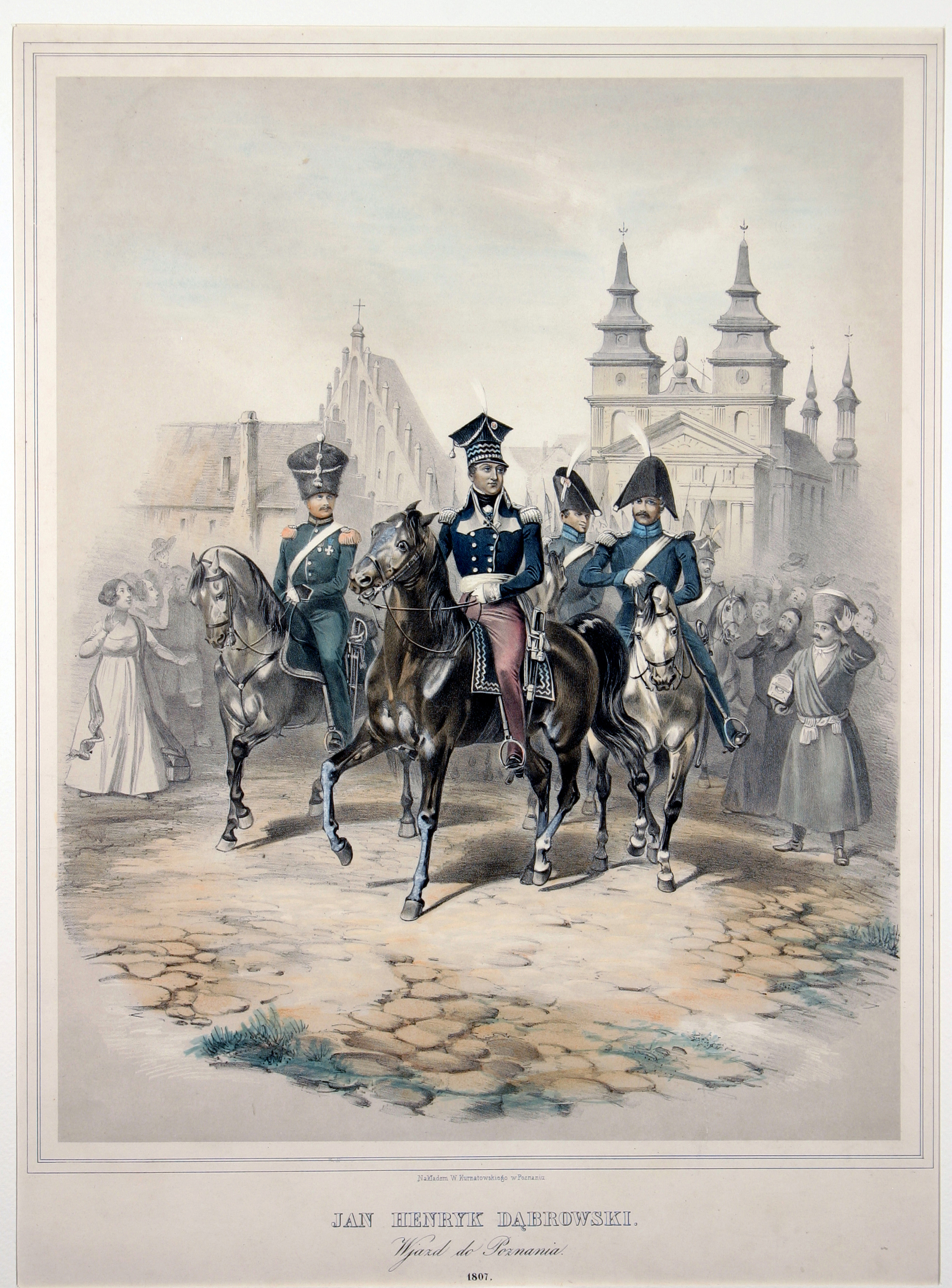
Wjazd Dąbrowskiego do Poznania

Powstanie wielkopolskie 1806 roku – zbrojne wystąpienie ludności polskiej przeciw wojskom pruskim w 1806 roku. Powstanie to – wraz z powstaniami: wielkopolskim z lat 1918–1919, sejneńskim z 1919 r. oraz dwoma powstaniami śląskimi z 1920 r. i z 1921 r. – jest zaliczane do pięciu zwycięskich powstań w historii Polski. Sukces tego powstania bezpośrednio przyczynił się do utworzenia Księstwa Warszawskiego w 1807 roku.

## Tło historyczne
Wybuch wojny pomiędzy Francją a Prusami dał nadzieję mieszkańcom Wielkopolski na odzyskanie niepodległości, utraconej w wyniku rozbiorów Polski.
Napoleon widząc korzyści, jakie mogło przynieść mu opanowanie terenów leżących na tyłach pruskiej armii, jeszcze we wrześniu rozpoczął wysyłanie na teren tzw. Prus Południowych emisariuszy, mających rozpoznać sytuację w prowincji oraz nastroje społeczeństwa. W dniu 20 września wydał rozkaz tworzenia legii z polskich dezerterów z pruskiej armii. Liczba ochotników była tak duża, że 22 września 1806 wydał rozkaz powołania kolejnej legii.
Na terenie Wielkopolski stacjonowały nieliczne pruskie oddziały. Co więcej, składały się one w dużej części z powołanych do pruskiej armii Polaków (np. w okresie od 1 listopada do 20 grudnia z toruńskiego korpusu zdezerterowało 3000 żołnierzy, czyli 1/7 stanu osobowego).
Duży wpływ na morale zarówno Polaków, jak i Niemców, miały zwycięstwa Napoleona w bitwach pod Jeną i Auerstädt (14 października 1806).

## Misja generała Dąbrowskiego
Do zorganizowania dywersji na tyłach Prusaków Napoleon wybrał przebywającego wówczas we Włoszech generała Jana Henryka Dąbrowskiego. Nie był to wybór przypadkowy. Zadanie to powierzono Dąbrowskiemu ze względu na otaczający go w Wielkopolsce szacunek, który zdobył podczas wyprawy dowodzonego przez siebie korpusu w czasie powstania w 1794.
Cesarz wydał 5 października generałowi rozkaz stawienia się przed nim, co też Dąbrowski uczynił, stając przed jego obliczem 22 października w Dessau. Otrzymał on wówczas od Napoleona polecenie wyjazdu do Poznania i stworzenia tam regularnych oddziałów polskich. Już cztery dni później generał przedstawił cesarzowi plan sformowania armii liczącej 40 000 żołnierzy przy pomocy oficerów służących w innych jednostkach armii napoleońskiej oraz przydzielonego mu, na jego własną prośbę, Józefa Wybickiego, który miał odpowiadać za sprawy cywilne. Ta grupa działaczy miała usłyszeć od Napoleona, przebywającego już wówczas w Berlinie, słynne później słowa, że „na niepodległość trzeba sobie zasłużyć” oraz obietnicę odrodzenia niepodległej Polski. Cesarz powiedział: „zobaczę, jeżeli Polacy są godni być narodem”.

## Powstanie
Najpierw do Poznania przybyli polscy emisariusze, którzy mieli rozpoznać sytuację. Szybko stwierdzono, że w regionie panuje patriotyczna atmosfera i radość z sukcesów armii francuskiej. W związku z tym 6 listopada 1806 do Poznania wjechali Dąbrowski z Wybickim. Ich wjazd przerodził się w manifestację patriotyczną. Jeszcze w tym samym dniu wydali oni odezwę do narodu, wzywając do stawania u boku Napoleona w walce z zaborcą. Jednocześnie utworzono Komisje Wojewódzkie, które miały przejąć aparat administracyjny, zapewniając spokój w regionie i zapobiegając pojawieniu się rozruchów na tle społeczno-ekonomicznym.
Odezwa Dąbrowskiego i Wybickiego została najentuzjastyczniej przyjęta przez mieszczan, zaś wśród szlachty przyjęto ją z rezerwą. W związku z tym w departamencie poznańskim oddziały formowano głównie w dużych ośrodkach miejskich, takich jak Poznań, zaś na pozostałych terenach mobilizacja przebiegała opieszale.
W departamencie kaliskim znacznie większy oddźwięk miała odezwa wydana dla tego regionu w dniu 9 listopada. Duże ośrodki powstańcze mieściły się w Kaliszu i Koninie. Na tym terenie 10 listopada doszło do starć z oddziałami pruskimi w pobliżu Ostrzeszowa i Kępna, zaś 13 listopada powstanie przeniosło się na ziemię sieradzką.
W departamencie bydgoskim sytuacja była najtrudniejsza. Wyznaczony na dowódcę formowanych tam oddziałów gen. Antoni Amilkar Kosiński musiał z jednej strony zmagać się z największymi w regionie oddziałami pruskimi, a z drugiej z niechęcią przydzielonego mu intendenta francuskiego.
W tym czasie Dąbrowski prowadził już mobilizację w systemie kantonalnym, powołując pod broń jednego mężczyznę na dziesięć „dymów” (gospodarstw), zaś 3 grudnia ogłoszono pospolite ruszenie. Zarówno oddziały powstańcze, jak i wojska składające się z rekrutów powołanych przez Dąbrowskiego od samego początku systematycznie oczyszczały Wielkopolskę z oddziałów pruskich. Działania rozszerzały się także na sąsiednie tereny, a powstańcy jeszcze w listopadzie zajęli twierdzę jasnogórską.
Należy też zaznaczyć, że głównie dzięki działaniom Wybickiego w zorganizowany sposób przekształcano oddziały powstańcze w regularną armię na wzór armii francuskiej. Na początku stycznia 1807 oddziały te liczyły 23 000 żołnierzy, z czego 20 000 z departamentów poznańskiego i kaliskiego.

## Kampania pomorska
Dzień 1 stycznia 1807 roku zastał Dąbrowskiego pod Łowiczem, gdzie po przeglądzie wojsk otrzymał z rąk Wincentego Krasińskiego buławę, należącą niegdyś do Stefana Czarnieckiego. Jego ogromne zasługi oraz popularność wśród żołnierzy nie zostały jednak docenione podczas obsadzania stanowiska szefa Dyrekcji Wojny w Komisji Rządzącej. Na urząd ten powołano niechętnego Dąbrowskiemu Józefa Poniatowskiego, który miał swoją osobą zapewnić przychylność arystokracji dla poczynań Napoleona. Różnica między nimi wyraźnie zarysowała się w momencie, gdy Poniatowski usiłował wprowadzić w armii kary cielesne, którym sprzeciwiał się wyżej ceniony przez cesarza Dąbrowski. Ostatecznie Napoleon wprowadził w armii polskiej regulamin wzorowany na francuskim.
3 stycznia marsz. Louis-Alexandre Berthier wydał rozkaz, aby w departamentach poznańskim i kaliskim, w ramach planowanych legii, z istniejących już oddziałów powstańczych sformować po jednej brygadzie. Brygadą poznańską dowodził gen. Wincenty Aksamitowski, zaś kaliską gen. Stanisław Fiszer. Obydwie brygady stworzyły dywizję, dowodzoną przez gen. Dąbrowskiego, którą wzmocniono 300-osobowym oddziałem kawalerii oraz oddziałem powstańców z departamentu warszawskiego, zorganizowanym w pułk kawalerii narodowej, którym dowodził syn generała, ppłk Jan Michał Dąbrowski. Na punkt zborny dywizji wyznaczono Bydgoszcz, a kolumny wyruszyły już 7 stycznia.
W tym czasie oddziały dowodzone przez Amilkara Kosińskiego, który toczył walki już od grudnia, pokonały Prusaków pod Koronowem i pomaszerowały na Świecie, zmuszając wroga do opuszczenia tego miasta i zabezpieczając miejsce koncentracji wojsk polskich.
Przed przystąpieniem do kampanii pomorskiej główne siły ponownie przeorganizowano, tworząc trzy legie: poznańską, dowodzoną przez J.H. Dąbrowskiego, kaliską gen. Józefa Zajączka oraz warszawską, dowodzoną przez J. Poniatowskiego. Legia kaliska została skierowana do oblężenia Grudziądza, zaś warszawska ruszyła na północ wraz z armią francuską w kierunku Gdańska. Liczące około 6000 żołnierzy oddziały Dąbrowskiego skoncentrowały się pod Bydgoszczą, a następnie ruszyły na Gniezno i Tczew. Oba miasta zdobyto, lecz musiano się z nich następnie wycofać. Jakiś czas potem dowództwo naczelne zwolniło część pospolitego ruszenia, co na tyle osłabiło legię poznańską, że w lutym 1807 wycofano ją z walki w celu dokonania uzupełnień. W tym czasie w rejonie działała jedynie grupa Kosińskiego.
Po reorganizacji legia poznańska składała się z 6 batalionów piechoty, 3 szwadronów kawalerii oraz 2000 pospolitego ruszenia, dowodzonego przez gen. Michała Sokolnickiego. W dniu 15 lutego kawalerzyści ponownie zajęli Tczew, z którego jednak wkrótce zostali wyparci. Kilka dni później, 23 lutego, legia podjęła próbę odbicia szturmem miasta, obsadzonego wówczas przez silny garnizon. Po trwającej 7 godzin walce Tczew zdobyto, lecz sam Dąbrowski został ranny i musiał wycofać się na pewien czas ze służby. Również jego syn, Jan Michał, został ciężko ranny w rękę. W związku z tym awansowano go na stopień generała brygady i przeniesiono do korpusu inwalidów. Po tej bitwie dowództwo nad legią poznańską objął Kosiński.
Jeszcze w styczniu 1807 Dąbrowski wydzielił ze swojej legii grupę dowodzoną przez płk. Garczyńskiego, który zajął Piłę, Wałcz i Wieleń. Grupa ta w lutym została podporządkowana Kosińskiemu i następnie, wraz z pospolitym ruszeniem, walczyła w pobliżu Szczecinka. W tym czasie oddziały Sokolnickiego zajęły Słupsk, potem zaś wzięły udział w oblężeniu Gdańska, który skapitulował w maju. W tym miesiącu komendę nad legią poznańską, przemianowaną już na III Legię, objął Dąbrowski. Po zdobyciu Gdańska oddziały polskie walczyły jeszcze także na Mazurach, między innymi w bitwie pod Frydlandem.

## Upamiętnienie
W 2016 roku Sejm Rzeczypospolitej Polskiej uczcił 210. rocznicę powstania wielkopolskiego z 1806 roku.

## Powstanie Księstwa Warszawskiego
Kampanię zakończyła kapitulacja Królewca 15 czerwca 1807, a następnie zawarto traktat tylżycki, który zaowocował powstaniem Księstwa Warszawskiego.